# (430804) 2005 AD13
(430804) 2005 AD13 est un astéroïde Apollon découvert par le Catalina Sky Survey. C'est également un astéroïde aréocroiseur, géocroiseur et cythérocroiseur. Il est classé comme potentiellement dangereux.